# TB CFZe 4/4
| TB CFZe 4/4 (BDe 4/4) 1–5                                                              | TB CFZe 4/4 (BDe 4/4) 1–5 | TB CFZe 4/4 (BDe 4/4) 1–5 | TB CFZe 4/4 (BDe 4/4) 1–5 | TB CFZe 4/4 (BDe 4/4) 1–5 | TB CFZe 4/4 (BDe 4/4) 1–5 |
| -------------------------------------------------------------------------------------- | --- | --- | --- | --- | --- |
| Bauartbezeichnung: ab ca. 1945 bis 1956: ab 1962:                                      | CFZe 4/4 CFe 4/4 BDe 4/4 | CFZe 4/4 CFe 4/4 BDe 4/4 | CFZe 4/4 CFe 4/4 BDe 4/4 | CFZe 4/4 CFe 4/4 BDe 4/4 | CFZe 4/4 CFe 4/4 BDe 4/4 |
| Nummerierung: ab 1964:                                                                 | 1 23 | 2 – | 3 1 | 4 2 | 5 – |
| Hersteller:                                                                            | SIG, MFO | SIG, MFO | SIG, MFO | SIG, MFO | SWS, MFO |
| Baujahr:                                                                               | 1903 | 1903 | 1903 | 1903 | 1906 |
| Ausmusterung:                                                                          | 1975 | 1964 | 1965 | 1976 | 1954 |
| Achsformel:                                                                            | B0'B0' | B0'B0' | B0'B0' | B0'B0' | B0'B0' |
| Spurweite:                                                                             | 1000 mm | 1000 mm | 1000 mm | 1000 mm | 1000 mm |
| Länge über Puffer:                                                                     | 14'000 mm | 14'000 mm | 14'000 mm | 14'000 mm | 14'500 mm |
| Gesamtradstand:                                                                        | 9000 mm | 9000 mm | 9000 mm | 9000 mm | 9000 mm |
| Dienstmasse:                                                                           | 18,3 – 21,0 t | 18,3 – 21,0 t | 18,3 – 21,0 t | 18,3 – 21,0 t | 18,3 – 21,0 t |
| Höchstgeschwindigkeit:                                                                 | 25 km/h, ab etwa 1945 30 km/h, ab 1951 50 km/h                                                                                                  | 25 km/h, ab etwa 1945 30 km/h, ab 1951 50 km/h                                                                                                  | 25 km/h, ab etwa 1945 30 km/h, ab 1951 50 km/h                                                                                                  | 25 km/h, ab etwa 1945 30 km/h, ab 1951 50 km/h                                                                                                  | 25 km/h, ab etwa 1945 30 km/h, ab 1951 50 km/h                                                                                                  |
| Stundenleistung ab 1903/06: ab 1907–13: ab 1925/26: ab 1930–33: ab etwa 1945: ab 1966: | 100 PS (74 kW) 180 PS (132 kW) 216 PS (159 kW) 280 PS (206 kW) 216 PS 280 PS                                                                    | 100 PS 180 PS 216 PS 280 PS – | 100 PS 180 PS 216 PS – | 100 PS 180 PS 216 PS 280 PS | 180 PS 216 PS 280 PS – |
| Stundenzugkraft:                                                                       | bei 100 PS Stundenleistung: 20 kN bei 13,5 km/h bei 216 PS Stundenleistung: 30 kN bei 18,4 km/h bei 280 PS Stundenleistung: 32 kN bei 22,3 km/h | bei 100 PS Stundenleistung: 20 kN bei 13,5 km/h bei 216 PS Stundenleistung: 30 kN bei 18,4 km/h bei 280 PS Stundenleistung: 32 kN bei 22,3 km/h | bei 100 PS Stundenleistung: 20 kN bei 13,5 km/h bei 216 PS Stundenleistung: 30 kN bei 18,4 km/h bei 280 PS Stundenleistung: 32 kN bei 22,3 km/h | bei 100 PS Stundenleistung: 20 kN bei 13,5 km/h bei 216 PS Stundenleistung: 30 kN bei 18,4 km/h bei 280 PS Stundenleistung: 32 kN bei 22,3 km/h | bei 100 PS Stundenleistung: 20 kN bei 13,5 km/h bei 216 PS Stundenleistung: 30 kN bei 18,4 km/h bei 280 PS Stundenleistung: 32 kN bei 22,3 km/h |
| Triebraddurchmesser:                                                                   | 860 mm | 860 mm | 860 mm | 860 mm | 860 mm |
| Stromsystem: Stadtstrecke:                                                             | ursprünglich 750 V =, 1921–1928 900 V =, ab 1928 1000 V = 600 V = (ursprünglich 550 V =)                                                        | ursprünglich 750 V =, 1921–1928 900 V =, ab 1928 1000 V = 600 V = (ursprünglich 550 V =)                                                        | ursprünglich 750 V =, 1921–1928 900 V =, ab 1928 1000 V = 600 V = (ursprünglich 550 V =)                                                        | ursprünglich 750 V =, 1921–1928 900 V =, ab 1928 1000 V = 600 V = (ursprünglich 550 V =)                                                        | ursprünglich 750 V =, 1921–1928 900 V =, ab 1928 1000 V = 600 V = (ursprünglich 550 V =)                                                        |
| Anzahl Fahrmotoren:                                                                    | 4 | 4 | 4 | 4 | 4 |
| Übersetzungsverhältnis: ab 1930–33: ab etwa 1945: ab 1966:                             | 1 : 5,00 1 : 6,53 1 : 5,00 1 : 6,53 | 1 : 5,00 1 : 6,53 1 : 6,53 – | 1 : 5,00 1 : 5,00 1 : 5,00 – | 1 : 5,00 1 : 5,00 1 : 5,00 1 : 6,53 | 1 : 5,00 1 : 5,00 1 : 6,53 – |
| Sitzplätze: Klappsitze:                                                                | 36 5 | 36 5 | 36 5 | 36 5 | 36 5 |
| Ladefläche:                                                                            | 3,8 m² | 3,8 m² | 3,8 m² | 3,8 m² | 3,8 m² |

Die CFZe 4/4 1–5 der Trogenerbahn (TB) waren meterspurige vierachsige Elektrotriebwagen mit Drittklass- und Gepäckabteil, von denen vier 1903 zur Betriebseröffnung und ein weiterer im Jahr 1906 in Betrieb genommen wurden. Später wurden sie als CFe 4/4 bezeichnet und ab 1962 als BDe 4/4.

## Geschichte, Bezeichnung

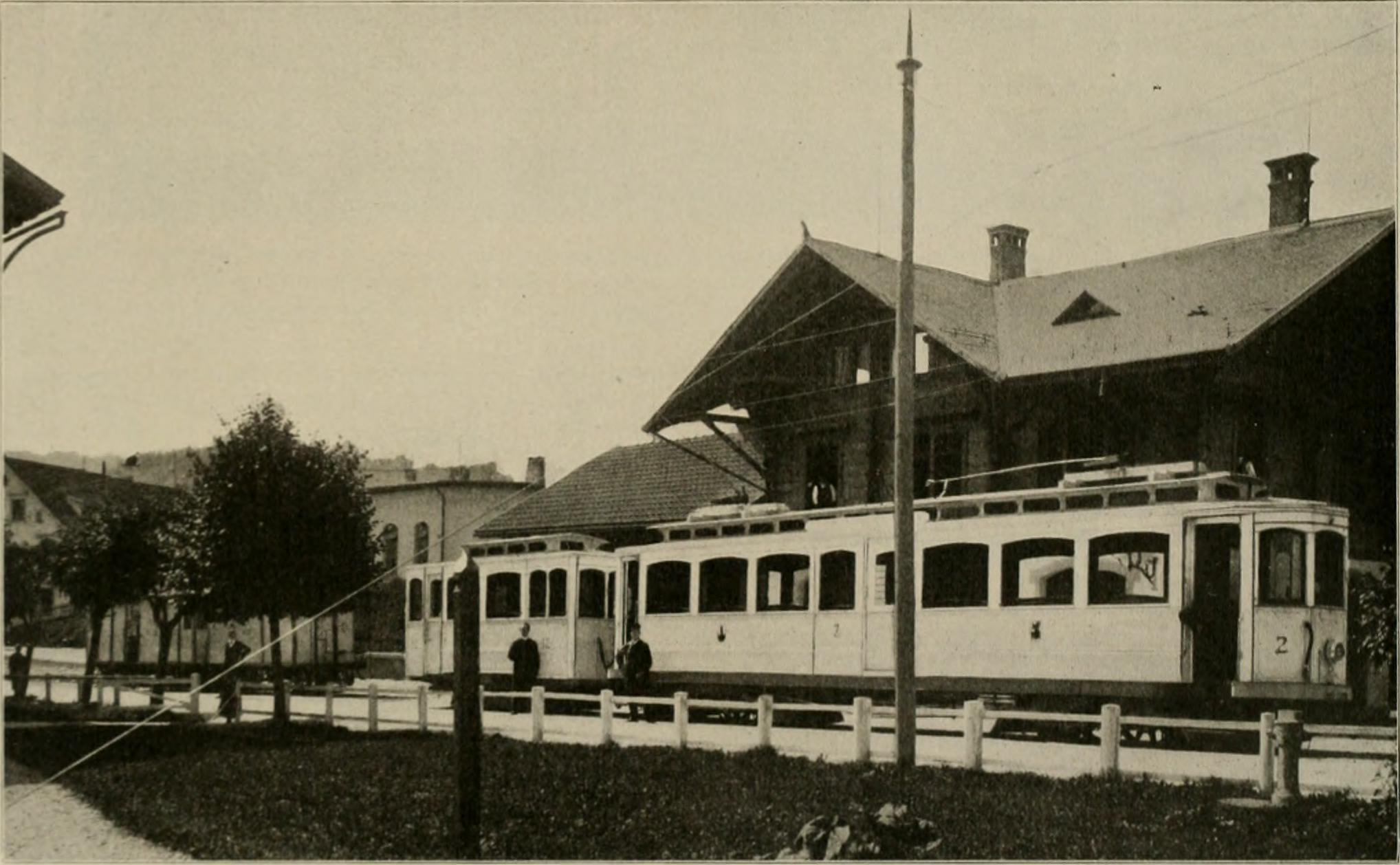
CFZe 4/4 2 i in Speicher mit Rollenstromabnehmer

Für die Betriebsaufnahme im Jahr 1903 beschaffte die Trogenerbahn (TB) bei der Schweizerischen Industrie-Gesellschaft (SIG) und der Maschinenfabrik Oerlikon (MFO) vier Personentriebwagen CFZ 4/4 1–4, die weitgehend den gleichzeitig beschafften CFe 4/4 der Wetzikon-Meilen-Bahn entsprachen. Wegen der starken Steigung – die TB war die steilste schmalspurige Adhäsionsbahn der Schweiz – entschied man, sie anstelle der zuerst vorgesehen zweiachsigen Motorwagen für Vierachser einzusetzen. 1906 kam ein äusserlich gleicher, aber leistungsfähigerer CFZ 4/4 5 in Betrieb, dessen mechanischer Teil die Schweizerische Wagonsfabrik Schlieren lieferte.
Außen waren die Triebwagen zum Teil bis in die 1960er-Jahre mit CFe4 beschriftet, in den Rollmaterialverzeichnissen jedoch als CFZ 4/4 aufgelistet. Der Buchstabe Z wies darauf hin, dass im Gepäckabteil auch Bahnpost transportiert wurde. Ab Mitte der 1940er-Jahre lautete die Bezeichnung CFe 4/4 und nach der Umstellung auf das Zweiklassensystem im Jahr 1956 BFe 4/4.
1964 erhielten die BDe 4/4 3 und 4 die Betriebsnummer 1 und 2. Der bisherige BDe 4/4 1 wurde zur 23 umnummeriert, weil ein Umbau zu einem Dienstfahrzeug vorgesehen war. 

## Technische Beschreibung, Änderungen

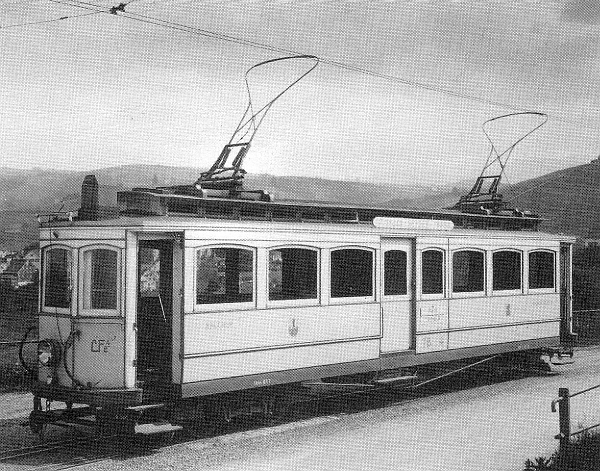
CFZe 4/4 mit zwei Lyrastromabnehmern

Die Motorwagen 1–4 hatten bei der Ablieferung eine Höchstgeschwindigkeit von 25 km/h und eine Leistung von 100 PS, was schon bald den gestiegenen Anforderungen nicht mehr genügte. Wie beim St. Galler Tram kamen Rollenstromabnehmer zum Einsatz. Der Heiz- und Beleuchtungsstrom wurde zunächst mit einem Heizkabel und später mit der zuverlässigen Dachrutenkupplung zu den Anhängewagen übertragen. Der in zwei Drittklassabteile und einen Gepäckraum unterteilte Wagenkasten war grau/weiss gestrichen. Der starken Steigung waren die acht Sandstreueinrichtungen geschuldet. Die Triebwagen waren mit Trompetenkupplungen ausgestattet, die im Gegensatz zum Mittelpuffersystem mit Schraubenkupplung das Befahren von sehr engen Kurven erlauben. Obwohl diese Einschränkung mit der Einführung einer neuen Linienführung in der Stadt St. Gallen durch die Bahnhof- statt die Poststrasse bereits 1911 entfiel, wurde das Kupplungssystem erst 1951 geändert. 

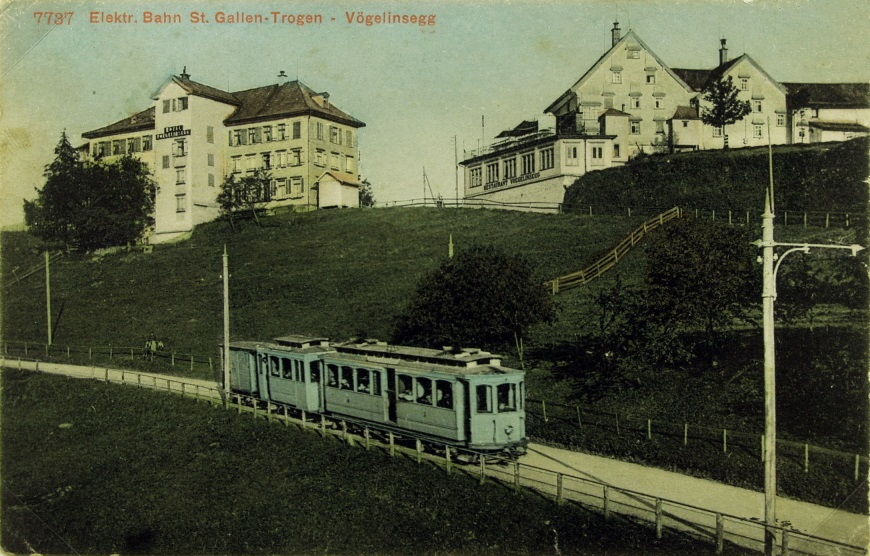
Zug mit CFZe 4/4 vor dem später abgebrochenen Hotel Vögelinsegg

Bereits 1907 bis 1913 wurde erstmals die Leistung erhöht, indem die Fahrmotoren umgebaut wurden. 
Die über eine Kette von einer Achse angetriebenen Kompressoren für die Druckluftbremse wurden 1913 bis 1920 durch Motorkompressoren ersetzt.
1922 verlangte die Trambahn der Stadt St. Gallen (TStG) die Umstellung auf Lyrastromabnehmer.
1925/26 wurden die Fahrmotorleistung aller Triebwagen durch den Einbau von Wendepolwicklungen um 10 Prozent erhöht, wodurch die Fahrzeit von 42 auf 40 Minuten verkürzt werden konnte. 
Von 1930 bis 1933 erhielten sämtliche Motorwagen neue Stufenkontroller sowie die Nummern 2 und 1 neue 70-PS-Motoren und neue Getriebe mit der Übersetzung 1 : 6,53. 
1935 versetzte die Trogenerbahn die Anfahrwiderstände auf das Dach und der Motorwagen 1 bekam einen von der PTT subventionierten MFO-Pantografen, um Störungen des Radioempfangs zu vermindern. Erst 1942 erhielten die übrigen Triebwagen auf Seite St. Gallen einen BBC-Pantografen. Der zweite Lyrastromabnahmer wurde als Eiskratzer belassen. Um 1945 wurden die Fahrmotoren des CFZe 4/4 1 mit den schwächeren des CFZe 4/4 5 vertauscht und die Höchstgeschwindigkeit aller Triebwagen auf 30 km/h erhöht.
1951 wurde das gesamte Rollmaterial der TB auf die halbautomatische +GF+-Kupplung umgerüstet, die Böcker- durch die Charmilles-Druckluftbremse ersetzt, die Triebwagen mit einer Totmanneinrichtung versehen und die Höchstgeschwindigkeit auf 50 km/h erhöht. 
1956 und 1961 wurden die Motorwagen 3 und 4 neu verblecht sowie mit Schürzen versehen. Von 1956 bis 1964 wurde der Anstrich aller Triebwagen auf blau/hellgrau geändert.

## Einsatz, Verbleib

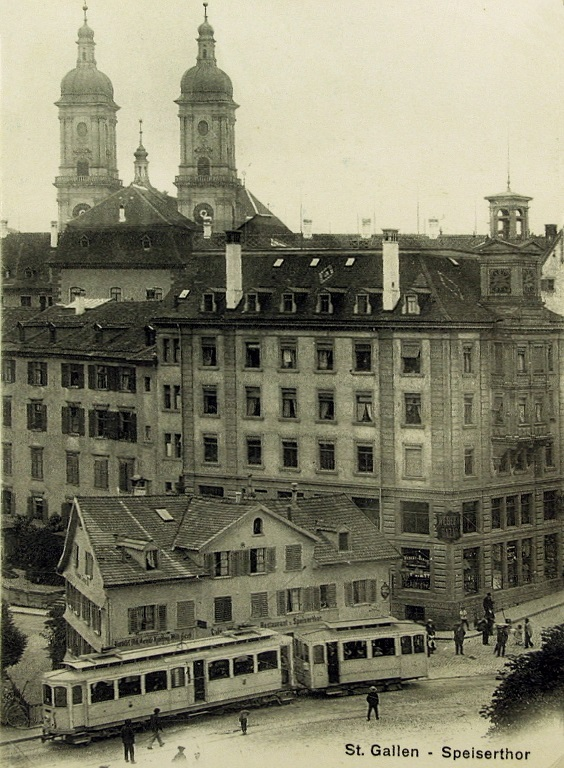
In der Innenstadt St. Gallens verkehrten die CFZe 4/4 auf den Gleisen des Trams.

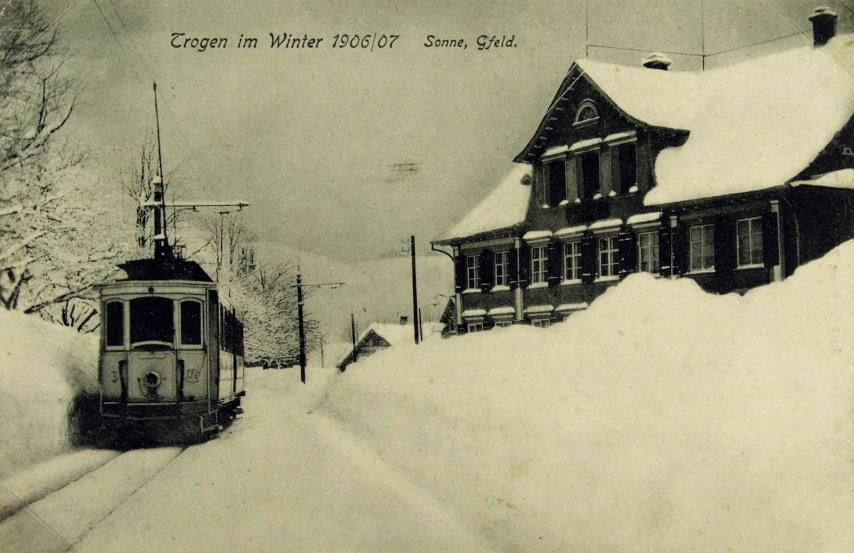
An schönen Wintersonntagen fuhren die Stadt-St.-Galler mit der TB ins Appenzeller Mittelland. CFZe 4/4 3 im Winter 1906/07 bei Trogen

Die fünf Triebwagen bewältigten zusammen mit den beiden Gütertriebwagen Fe 2/2 21 und 22 bis 1952, als die CFe 4/4 6–8 in Betrieb gesetzt wurden, den gesamten Verkehr der Trogenerbahn. Mit diesen Triebfahrzeugen wurden auch die Verkehrsspitzen an der Trogener Landsgemeinde und an Sonntagen mit guten Wintersportbedingungen bewältigt. Die starke Beanspruchung der Motorwagen erforderte wie schon erwähnt mehrere Umbauten mit Verstärkungen der Motorleistung.
1953/54 wurde die elektrische Ausrüstung des CFe 4/4 5 ausgebaut, womit der Anhängewagen C 4 18 entstand. 1964 wurde der Triebwagen 2 nach einer Kollision ausrangiert und abgebrochen. Nachdem die Trogenerbahn 1963 die BDe 4/4 3–5 von den Transports publics de la région lausannoise (TL) übernehmen konnte, wurden die Triebwagen aus der Anfangszeit nur noch selten eingesetzt. Der am 12. Dezember 1964 wegen eines am angehängten B 18 geschlossenen Bremshahns mit überhöhter Geschwindigkeit entgleiste und umgekippte BDe 4/4 1 (ehemals 3)  wurde 1965 abgebrochen. Der 1974 mit einer defekten Luftdruckbremse abgestellte BDe 4/4 23 (ehemals 1) wurde ein Jahr später vom Tram-Museum Zürich übernommen. Dort wurde er 1986/87 optisch als CFe 4/4 2 der Wetzikon-Meilen-Bahn aufgearbeitet und an verschiedenen Orten ausgestellt. Seit 1992 steht er als Denkmal in Grüningen. 1976 wurde die kaum mehr verwendete Nr. 2 (ehemals 4) nach einem Kompressorschaden ausrangiert und 1977 abgebrochen.